# Jakob Bachta
Jakob Bachta, auch Jacob Bachta (* 27. Februar 1806 in Koblenz; † 27. Oktober 1855 ebenda), war ein deutscher Historien- und Porträtmaler der Düsseldorfer Schule.

## Leben
Jakob Bachta war ein Sohn des Koblenzer Malers Johann Baptist Bachta, bei dem er auch seine künstlerische Grundausbildung erhielt. Nachweislich im Sommerhalbjahr 1830 und im Winterhalbjahr 1830/31 war er an der Kunstakademie Düsseldorf in der „Oberen Klasse der ausübenden Künstler“ – jedoch ohne Nennung des Lehrers – eingeschrieben und war 1831 in der Jahresausstellung des Kunstvereins für die Rheinlande und Westfalen in Düsseldorf mit einem Selbstbildnis und mit dem Karton zum Gemälde „Tobias, seinem blinden Vater die Augen heilend“ vertreten. Neben weiteren Historienbildern lieferte er Altarbilder für verschiedene Kirchen an der Mosel. Zudem sind schlichte Bürgerporträts von ihm erhalten. Er soll eine Reise nach Paris unternommen und ab 1844 an der Höheren Töchterschule in Koblenz unterrichtet haben. Die Schwester Eva Bachta galt als geschickte Blumenmalerin, die ebenfalls in Koblenz ansässig und tätig war.

## Werke
- „Götz von Berlichingen und Bruder Martin“, nach Goethe.[6]
- „Portrait eines jungen Mannes“, 1827; Öl auf Leinwand, 40,5 × 31,2 cm (Mittelrhein-Museum, Koblenz)
- „Portrait eines Leutnants der 8. Artilleriebrigade“, 1833, Öl auf Leinwand, 36 × 29 cm (Privatbesitz).
- „Bildnis des Juweliers Paul Sauer“, „Bildnis Margaretha Sauer“: Auktion 143, Engel Kunstauktionen, Koblenz, 28. November 2015, Nr. 390, 391 (Zuschlag: je 400 Euro).[7]
- Christus und vier Apostel: fünf Altartafeln; Ölgemälde über Goldgrund auf Eichenholz; ehemals Pfarrkirche Weißenthurm (Abbildung: Webseite des Geschichtsvereins Weißenthurm).